# Gerstl Ignác
Gerstl Ignác (Berzevice, 1879. október 12. – Nagyszentmiklós, 1917) rabbi.

## Élete
1899 és 1909 közt volt a budapesti Országos Rabbiképző – Zsidó Egyetem növendéke. 1908-ban avatták bölcsészdoktorrá Budapesten, 1910. rabbivá választották Nagyszentmiklóson, ahol haláláig működött. Nyomtatásban egyetlen munkája jelent meg héber nyelven: Izsák Árama (1909).